# Costantino Galbiati
Costantino Galbiati (Sesto San Giovanni, 25 ottobre 1921 – ...) è stato un allenatore di calcio e calciatore italiano, di ruolo attaccante.

## Carriera

### Giocatore
Fa il suo esordio nella Falck, in Serie C; nella stagione 1939-1940 segna un gol (il suo primo in carriera) in 6 presenze, mentre l'anno successivo segna 2 reti in 17 presenze. Nella stagione 1941-1942 ha giocato 5 partite in Serie B con la maglia del Savona; durante il periodo bellico segna 3 reti in 12 incontri nuovamente con la maglia delle Acciaierie Falck.
Successivamente dopo una stagione da 2 gol in 20 presenze nel campionato misto di Serie B e C ha giocato nella serie cadetta anche nella stagione 1946-1947, nella quale ha segnato 11 gol in 32 presenze, risultando essere il miglior marcatore stagionale della Pro Sesto. È stato riconfermato in squadra anche per le stagioni 1947-1948 e 1948-1949, nelle quali ha giocato rispettivamente 24 partite (con 7 gol) e 22 partite (con 4 gol). È poi passato al Pavia dove ha disputato tre stagioni consecutive in Serie C, con un totale di 72 presenze e 4 reti; dopo un anno in IV Serie alla Valenzana (chiuso con un gol in 16 presenze) passa alla Falck&Arcore, con cui gioca due campionati di Promozione intervallati da una parentesi di un anno in IV Serie alla Luciano Manara Barzanò, con cui segna 2 gol in 4 presenze.
In carriera ha giocato complessivamente 98 partite in Serie B, nelle quali ha segnato 24 gol.

### Allenatore
Ha allenato la Pro Sesto dal 1961 al 1968; nei suoi primi cinque anni in panchina i biancoazzurri hanno giocato in Prima Categoria, il massimo campionato regionale dell'epoca, e dopo la promozione della stagione 1965-1966 per due anni consecutivi in Serie D fino al termine della stagione 1967-1968.

## Palmarès

### Allenatore

#### Competizioni regionali
- Prima Categoria: 1

Pro Sesto: 1965-1966